# Vàng đắng
Vàng đắng (danh pháp khoa học: Coscinium fenestratum) là một loài thực vật có hoa trong họ Biển bức cát. Loài này được (Goetgh.) Colebr. mô tả khoa học đầu tiên năm 1822.

## Hình ảnh

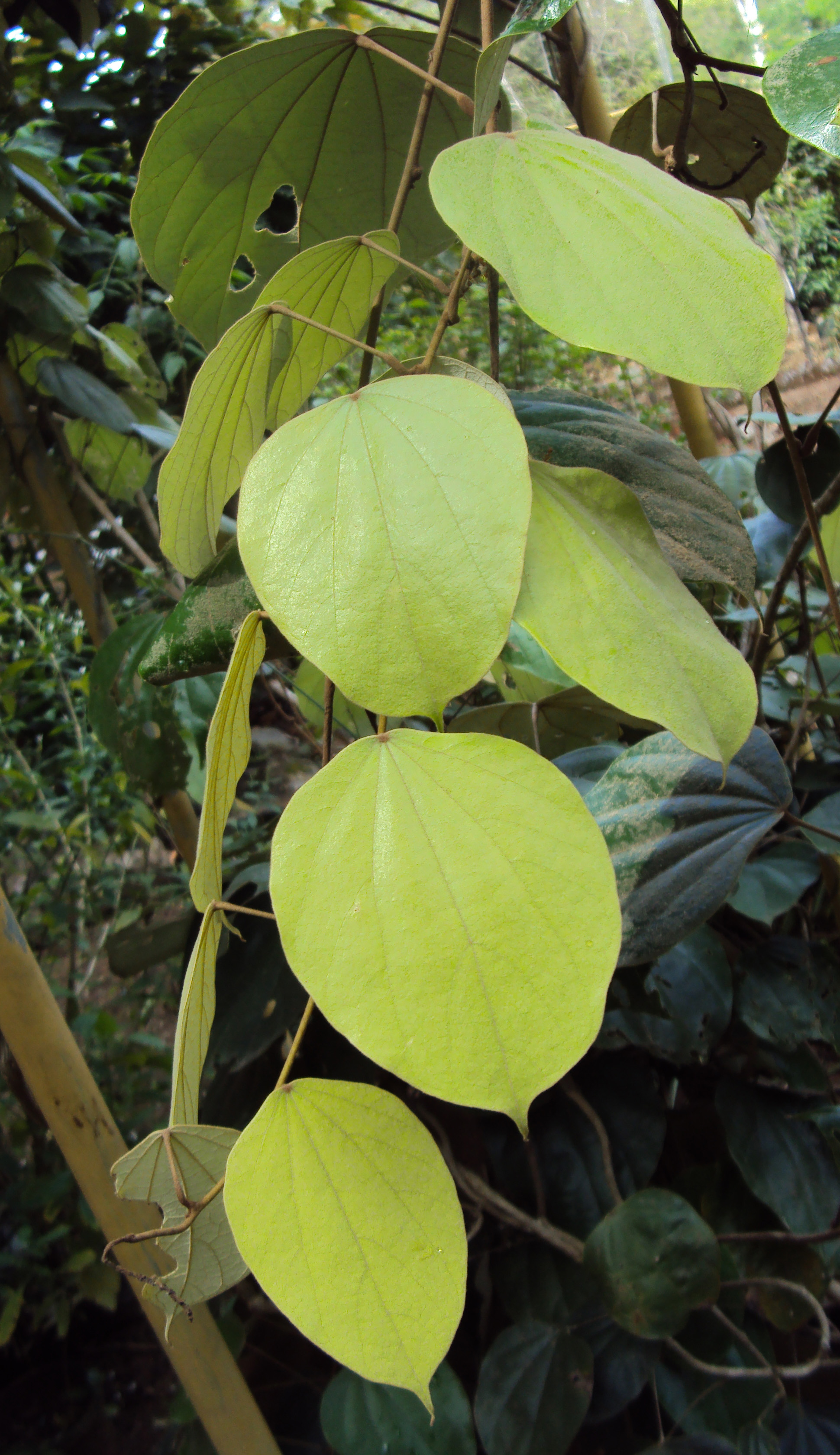